# Verónikha
Dilma Eulalia Mesías Vidales (Lima, 12 de febrero de 1953-Lima, 19 de enero de 1987), más conocida por su nombre artístico Verónikha, fue una cantante criolla, tropical peruana y de música internacional, que hizo carrera bajo el mando de su esposo Freddy Roland en la década de 1970.

## Biografía
Nacida en Lima en 1953, hermana de la también cantante  criolla y tropical peruana Melsy Mesías Vidales Charito Alonso, hizo sus estudios en el Colegio Santa María Eugenia en Breña, desde niña era aficionada al canto, lo curioso es que en sus presentaciones personales se cambiaba de nombre, por temor al eminente castigo que le proporcionarían sus padres. Comienza a ser reconocida en el Festival de Sullana de 1970, en donde participa, en reemplazo de la cantante Lucha Reyes, quien ya se encontraba delicada de salud, interpretando el vals "Yo tengo una pena" de Augusto Polo Campos, con los arreglos y acompañamiento musical del maestro Manolo Ávalos, con quien grabaría posteriormente su primera producción discográfica para el sello Virrey Industrias Musicales.

## Entre el género criollo y tropical
Admiraba mucho el estilo de Jesús Vásquez, Eloísa Angulo y de la inglesa, Glenda Jackson, nunca se consideró ella gran cantante, en cada entrevista que daba a los medios decía que le faltaba mucho para llegar a tener ese nivel. No obstante la venta de sus discos era formidable, ella hizo sus pininos cantando música tropical que estaba tan de moda en esa época. Pero ganó más nombre en el ambiente criollo, especialmente en Vals, Polka, Marinera y Huayno. Algunas de sus mejores interpretaciones de esa etapa son los valses "Jamás impedirás", "Que nos pasó a los dos", "Donde tú vayas" de José Escajadillo, "Otra vez corazón" de Juan Mosto y "Pasito a Paso" de Chabuca Granda y Juan Castro Nalli. Sin embargo no es hasta 1976 en que decide dejar el género criollo para dedicarse definitivamente al género tropical y lo hace hasta 1985, en donde decide incursionar en la balada.

## Su última etapa y sus éxitos musicales
A mediados de la década de 1980 se le detectó leucemia linfática, misma enfermedad que la llevaría a la muerte en enero de 1987, justamente cuando había concluido de grabar en Buenos Aires su disco que la incursionaría en la balada. El disco se tituló precisamente, Antes de Partir, cuya composición pertenece a José Escajadillo y que paradójicamente se convirtió, por el contenido, en su canción de despedida. Las regalías de dicho disco, como fuera la voluntad del esposo de la extinta cantante, fue donado a la Liga Peruana Contra el Cáncer.